# ウィレム・トーエ
ウィレム・トーエ（Willem Toet、1952年3月29日 - ）は、オーストラリア出身のF1エアロダイナミシスト。
現在、ザウバーエアロダイナミクスとアルファロメオ・レーシングの空気力学コンサルタントを兼ねたシニアセールスマネージャーに就いている。
2015年まで、ザウバーF1チームの空力部門責任者。

## 人物
1974年、メルボルン大学とラ・トローブ大学での学業を終え、 フォード・オーストラリアに入社。 1977年に現地のF2とフォーミュラ・フォードシリーズでレースエンジニアとして働き始めた。
1982年、イギリスに移り、スポーツカーのチーフメカニックおよびエンジニアを務めた。
1985年、トールマンに参加し、空気力学と風洞を担当した。
1994年以降、空力部門の責任者としてフェラーリチームに所属した。
1999年 - 2005年、ブリティッシュ・アメリカン・レーシングからB・A・R、そしてBAR-Hondaで、空力部門の責任者とデザインエンジニアを8車種に亘って担当。
| 投入 | 設計 | 型式    | ウィレム・トーエ                             | Head of Aerodynamics | Chief Aerodynamicist   | Technical Director       |
| ---- | ---- | ------- | -------------------------------------------- | -------------------- | ---------------------- | ------------------------ |
| 1999 | 1998 | BAR 01  | Head of Aerodynamics                         | ウィレム・トーエ     |                        | エイドリアン・レイナード |
| 2000 | 1999 | BAR 002 | Head of Aerodynamics                         | ウィレム・トーエ     |                        | エイドリアン・レイナード |
| 2001 | 2000 | BAR 003 | Head of Aerodynamics                         | ウィレム・トーエ     | マルコム・オーストラー |                          |
| 2002 | 2001 | BAR 004 | Director of Aerodynamics and Design          | サイモン・レイシー   | マルコム・オーストラー |                          |
| 2003 | 2002 | BAR 005 | Director of Aerodynamics and Design          | サイモン・レイシー   | ジェフ・ウィリス       |                          |
| 2004 | 2003 | BAR 006 | Chief Engineer, Aerodynamics and Development | サイモン・レイシー   | ジェフ・ウィリス       | マリアーノ・アルペリン   |
| 2005 | 2004 | BAR 007 | Chief Engineer, Aerodynamics and Development | サイモン・レイシー   | ジェフ・ウィリス       | マリアーノ・アルペリン   |
| 2006 | 2005 | RA106   | Chief Engineer, Aerodynamics and Design      | サイモン・レイシー   | ジェフ・ウィリス       | マリアーノ・アルペリン   |

2006年1月13日にはBMWザウバーの空力部門の責任者。
2010年、RMLグループのマネージングディレクター。
2011年11月、再び、ザウバーの空力部門の責任者。
2015年に仕事の量を減らし、現在はザウバーエアロダイナミクス社のコンサルタントとして働いている。